# Schloss Esnes

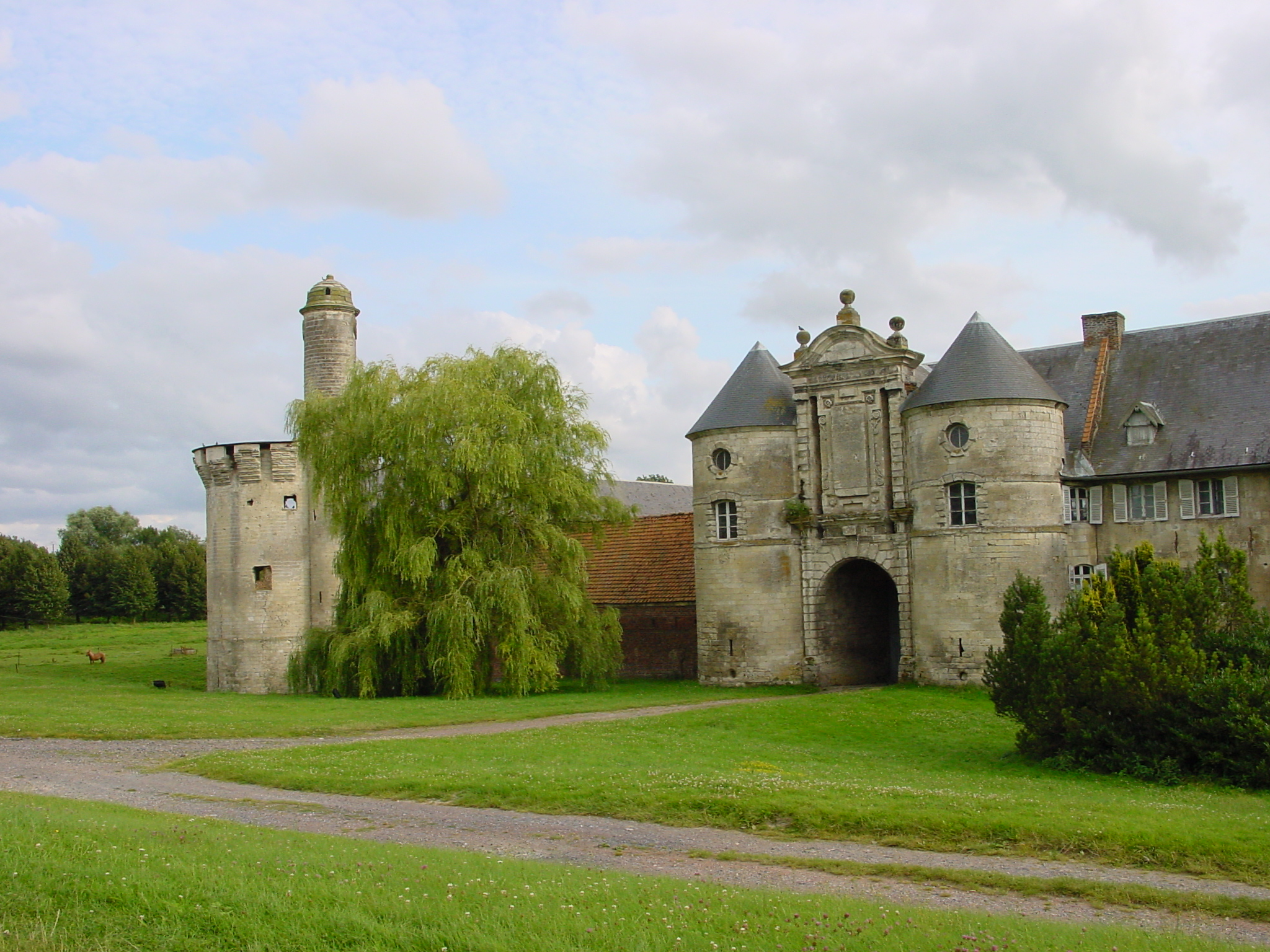
Schloss Esnes

Das Schloss Esnes (französisch Château d’Esnes) steht im Zentrum der französischen Gemeinde Esnes zehn Kilometer südöstlich von Cambrai im Département Nord, das zur Region Hauts-de-France gehört.
Das Schloss wurde am 20. Oktober 1971 als Monument historique klassifiziert und damit unter Denkmalschutz gestellt. Unter Denkmalschutz stehen u. a. die imposanten Türme des Schlosses. Das Anwesen befindet sich in Privatbesitz.

## Geschichte
Die Wurzeln des Schlosses reichen zurück bis in das Jahr 1007. Zu Beginn des 11. Jahrhunderts wurden die ersten Teile des Schlosses unter der Herrschaft von Alard d’Esnes erbaut. Die männliche Linie derer von Esnes endet 1105 mit Alard II. Seine Tochter heiratet Eustache de Landas, Herr von Eyne in Flandern, Sohn von Amaury VI. und Ermentrude de Béthune. Das Haus Esnes wechselt zur Familie Landas, und man nannte sich fortan Landas d’Esnes.
Um 1260 heiratete Alix de Beauvoir den Erben Gérard de Landas d’Esnes. Ihre einzige Tochter brachte das Schloss in die Ehe mit Alard de Croisille ein, der den Namen d’Esnes weitertrug.
Die Herren von Esnes waren Gefolgsleute des Grafen des Hennegaus und nahmen an verschiedenen Auseinandersetzungen mit den Herzogtümern von Brabant, Limburg und Flandern teil. Allerdings wechselte Jean I. von Esnes zu Beginn des Hundertjährigen Kriegs von der Seite des Hennegaus, Verbündeter der Engländer, auf die Seite des französischen Königs und fiel bei der Schlacht von Poitiers im Jahr 1356.
In der Nachfolge waren die Herren von Esnes sowohl Vogt von Cambrai als auch von Amiens. Robert d’Esnes, genannt Mansart, war ein Gefolgsmann des Herzogs von Orléans. 1411 war er als Herr über Esnes, Grécourt, Wavrechin, Vire, Bétancourt und Beauvoir auch Gouverneur der Burg Coucy, die er drei Monate lang gegen die Belagerung durch Walram III., den Grafen von Saint-Pol, verteidigte. Walram stritt auf Seiten der Burgunder für Johann Ohnefurcht, Herzog von Burgund, dessen treuer Gefolgsmann er war.
Seit der Französischen Revolution diente das Schloss als landwirtschaftliches Gut. Während des Ersten Weltkriegs diente es als deutsches Militärgefängnis für russische Kriegsgefangene.